# Jan Pieter Bredius (1841-1886)
Jan Pieter Bredius (Dordrecht, 27 juli 1841 - Buenos Aires (Arg.), 1 juni 1886) was een Nederlands politicus.
Bredius, lid van de familie Bredius, was een liberale afgevaardigde voor het district Goes. Hij was de zoon van Tweede Kamerlid Jan Pieter Bredius sr. en een vooraanstaande Dordtenaar. Hij woonde na omzwervingen in Rusland en Duitsland sinds 1869 in Bergen op Zoom. Na zijn vertrek uit de Kamer in 1881 was hij hoogleraar Duits in Buenos Aires. Hij vluchtte in 1883 naar Argentinië, nadat hij als kassier van een effectenhandel betrokken was geraakt bij een financieel schandaal.
- Biografisch Portaal: 06657177
- Parlement.com: vg09lkypjdrm